# يوسف البغلي
يوسف البغلي كويتي (7 أغسطس 1985) ممثل و مخرج كويتي هو خريج المعهد العالي للفنون المسرحية كانت بدايته في عام 2007 من خلال مسرحية الزفاف .